# Gertrud Knebusch
Gertrud Knebusch (geborene Meyer, * 1924 in Gehrden; † 2. Juli 2008 in Hannover) war eine deutsche SPD-Politikerin. Aufgrund ihres Engagements in ihrem hannoverschen Stadtteil wurde sie auch „Mutter der Nordstadt“ genannt.

## Leben
Gertrud Knebusch arbeitete als Verkäuferin und gebar vier Kinder. 1960 zog sie in Hannover in die Straße Im Moore und begann von dort ihr ehrenamtliches Engagement für „ihren“ Stadtteil Nordstadt. Nachdem sie 1981 für die SPD in den Bezirksrat Nord gewählt worden war (bis 1991), wurde sie 1983 Mitbegründerin des Vereins Bürgerschule, dem heutigen Stadtteilzentrum Nordstadt e.V. in der Bürgerschule am Klaus-Müller-Kilian-Weg 2 Ecke Schaufelder Straße.
Darüber hinaus engagierte sich Gertrud Knebusch im Stadtelternrat und wurde hierfür am 30. Mai 1985 mit der Verdienstmedaille des  Bundesverdienstordens  ausgezeichnet.
In hohem Alter zog Gertrud Knebusch zu ihrer Tochter in das hannoversche Heideviertel.
Nach einem Beschluss des Stadtrates der Stadt Hannover vom 9. Dezember 1999 wurde schon im Folgejahr 2000 ein erstes Lexikon über bedeutende Frauen in Hannover erstellt, nach denen in der Stadt Straßennamen benannt werden sollten. Nach ersten Benennungen wurde 2011, durch Anregungen und Recherchen von Professor Luise F. Pusch und Annette Volland, schließlich ein Kompendium Bedeutende Frauen in Hannover herausgegeben, nach dem bei weiteren zukünftigen Straßen-(Um-)Benennungen die im Kompendium aufgeführten Frauen berücksichtigt werden sollen. Auch Gertrud Knebusch wird dort aufgeführt. Im November 2017 beschloss der Stadtbezirksrat Nord, die Sandstraße östlich des Weidendamms in Gertrud-Knebusch-Straße umzubenennen (Lage).